# Pagaran Bira Julu
Pagaran Bira Julu is een bestuurslaag in het regentschap Padang Lawas van de provincie Noord-Sumatra, Indonesië. Pagaran Bira Julu telt 613 inwoners (volkstelling 2010).